# バンケティング・ハウス

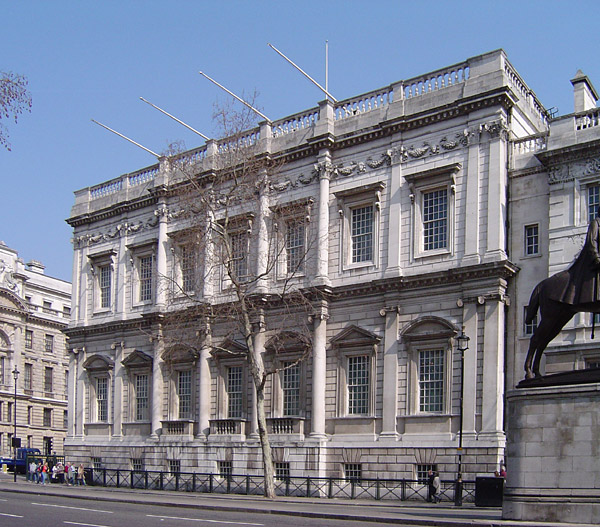
ホワイトホール宮殿のバンケティング・ハウス

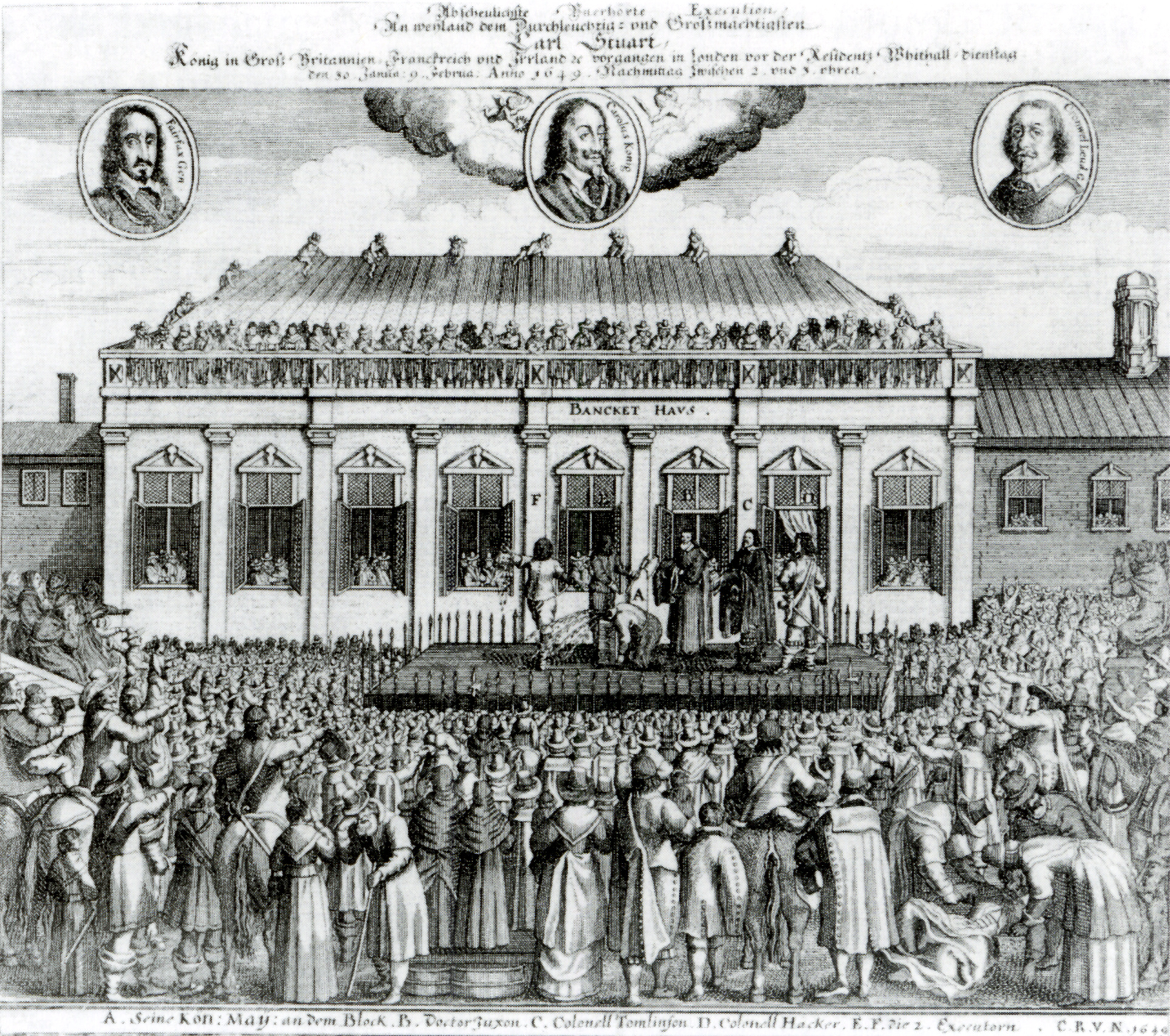
バンケティング・ハウス前でのチャールズの処刑

バンケティング・ハウス（Banqueting House）とは、テューダー、初期ステュアート王朝時代に建設されたイングランドの邸宅において、本邸からは庭園を挟んではなれた場所に建設された建物。バンクェティング・ハウスとも表記する。晩餐会や舞踏会などの娯楽の為のみに用いられる。過剰な装飾をこらしたり、寝室や厨房を設けないなどして本邸と差別化することが多かった。
ホワイトホール宮殿のバンケティング・ハウス（Banqueting House at Whitehall）は歴史上最も著明なバンケティング・ハウスである。単にバンケティング・ハウスと称してこの建物を指すこともある。1619年に建築家イニゴー・ジョーンズとその甥ジョン・ウェッブにより設計され1622年に完成した。当時のホワイトホール宮殿一角の西側、現在のホース・ガーズ付近に建設された。1649年にはチャールズ1世が建物前で公開処刑されている。
内部には二階建て吹き抜けのホールが一室存在し、内装には上階はコリント式、下階はイオニア式を採用している。正方形を二つを並べた形状をしたホールの天井画はチャールズ1世の依頼によりピーテル・パウル・ルーベンスが描いたものである。装飾はルネッサンススタイルを取り入れたもので、ジャコビアン・イングランドにおける代表作である。
この建物はホワイトホール宮殿の大改修計画の一部として建設されたが、その後イングランド内戦へと至る政治的対立が激化していたために計画は凍結され、後に1690年代の火災によって旧ホワイトホール宮殿はほぼ全焼した。バンケティング・ハウスは他の建物と離れた場所に建てられていたため焼失を免れ、今日に至っている。
1685年にイングランドの建築物としては初めてクラウンガラスを窓ガラスとして利用した。